# Batocera rosenbergii
Batocera rosenbergii är en skalbaggsart som beskrevs av Johann Jakob Kaup 1866. Batocera rosenbergii ingår i släktet Batocera och familjen långhorningar. Inga underarter finns listade.